# غوستاف هايبيرغ
غوستاف هايبيرغ هو محامي وسياسي نرويجي، ولد في 30 أغسطس 1856 في Nes ‏ في النرويج، وتوفي في 1935. نشط حزبياً في الحزب الليبرالي. وقد انتخب Mayor of Hamar ‏ (1914 – 31 ديسمبر 1916) وانتخب Mayor of Hamar ‏ (1908 – 31 ديسمبر 1910) وانتخب عضو برلمان النرويج ‏ عن دائرة  خلال فترته النيابية ‏ (1892 – 1894).